# اکولوژی و جمعیت
بوم‌شناسی و جمعیت، اکولوژی و جمعیت یا اکوپاپ (انگلیسی: Ecopop)، یک انجمن داوطلبانه سوئیسی است که در سال ۱۹۷۱ با هدف حفاظت از منابع تجدیدناپذیر و کاهش ازدیاد جمعیت تأسیس گردید. این مؤسسه عضو اتحادیه «جمعیت اروپا» است که در سال ۲۰۱۲ تأسیس شده‌است. این انجمن، عطف به رشد آماری جمعیت جهان و محدود بودن منابع طبیعی، با الهام از باشگاه رم، به عنوان بخشی از سیاست‌های سبز نوپا تحت نام «گروه کاری برای توسعه جمعیت» تشکیل شد. در سال ۱۹۸۷ به نام فعلی تغییر نام یافت و در فاصله سال‌های ۲۰۰۰–۱۹۷۰ در زمینه برگزاری کنفرانس‌ها و تریبون‌های مربوط به رشد جمعیت، فعال بود.

## ابتکار عمومی
در سال ۲۰۱۱، مجمع عمومی تصمیم گرفت، یک ابتکار عمومی را با هدف کاهش رشد جمعیت در سوئیس آغاز کند. این ابتکار، در ۳۰ نوامبر ۲۰۱۴ به رای‌دهندگان سوئیسی تسلیم شد که مردم این کشور با ۷۴٫۱ درصد آرا آنرا رد کردند.
این طرح پیشنهاد می‌کند که دو ماده در قانون اساسی فدرال سوئیس وارد شود:
۱. کاهش رشد جمعیت خالص کشور به دلیل مهاجرت به حداکثر ۰٫۲٪ کل جمعیت در سال.
۲. حداقل ۱۰ درصد از کمک‌های توسعه کشور سوییس در برنامه‌هایی جهت تشویق «تنظیم خانواده داوطلبانه» سرمایه‌گذاری گردد.
در طول ۴۰ سال حیات خود، این انجمن ظاهراً بخشی از جنبش اکولوژی بوده‌است و پیشنهاد می‌کند که مهار رشد که از نگرانی‌های مالتوسی (مالتوسیانیسم و عقاید توماس رابرت مالتوس دربارهٔ جمعیت) بیشتر برای جامعه آکادمیک یا روشنفکر استفاده شود و در طول دهه ۱۹۷۰ نیز آشکارا انگیزه پوپولیستی یا بیگانه‌هراسی را به وسیله جیمز شوارتزنباخ برای کنترل مهاجرت مورد حمایت قرار داد.
با این وجود، در فضای سیاسی بحث مهاجرت در سوئیس، به‌ویژه به دلیل نزدیکی طرح اکولوژی و جمعیت به همه‌پرسی مهاجرت در فوریه ۲۰۱۴، که منجر به ترس گسترده نخبگان سیاسی و اقتصادی از وخیم شدن روابط با اتحادیه اروپا شد، موجب این گردید که منتقدان اکولوژی و طبیعت یا طرفداران آن را به انگیزه‌های بیگانه هراسی، نژادپرستی، فاشیزم خودخواهانه یا ریاکارانه متهم کنند. این حملات بیشتر بر اساس بند دوم ابتکار عملی بود که به رشد جمعیت جهانی و نه ملی اختصاص داشت، زیرا ایده کمک‌های خارجی سرمایه‌گذاری شده برای مهار رشد جمعیت در کشورهای در حال توسعه به دلیل نبودن یک سیاست درست مورد حمله قرار گرفت، تا آنجا که برخی منتقدان چپ آن را با اوتانازی کودکان در آلمان نازی برابر دانستند.] توصیه‌های احزاب و سازمان‌ها عمدتاً منفی بود، حتی حزب سبز سوئیس، حزب لیبرال سبز سوئیس و صلح سبز سوئیس موضع منفی گرفتند، همان‌طور که حزب منتقد مردم سوئیس (با چندین بخش از کانتون‌های ملی حمایت کننده). در حالی که مخالفت چپ با «اکولوژی و جمعیت» بیشتر به عنوان انتقاد از بیگانه ستیزی بیان می‌شود.